# 久留米リサーチ・パーク
株式会社久留米リサーチパーク（くるめリサーチパーク）は、福岡県久留米市にあり、企業の研究開発、中小企業・ベンチャービジネス支援を目的に設立された第三セクター企業。略称はKRP。久留米市百年公園敷地内に賃貸オフィスや研究開発スペースを建設し管理・運営を行っている。また、バイオベンチャーや研究機関などのバイオ関連産業の集積を目指す「福岡バイオバレープロジェクト」の推進や、オープン・ラボ（開放型試験研究施設）を設置し、各種分析評価機器を低料金で提供している。

## 施設の概要
- 事務所棟　1階の（株）久留米リサーチ・パーク事務所に加え、会議室、研修室やレストランなどを備えている。3階以上は一般企業向けのテナント事務所となっている。
- 福岡バイオインキュベーションセンター（F-BIC）　インキュベート室17室（実験設備付3室）のほか、ミーティングルーム、リフレッシュコーナーなどを備えている。またセキュリティー面もしっかりとした設備を導入している。
- 福岡バイオファクトリー（F-BF）　貸室15室のほか、会議室、商談室3室、施設バルコニー・ホイストクレーンを備えている。また、製造装置等の重量物も設置できる構造になっている。
- 展示棟　建物エントランス及びカーペット敷700㎡の広さを有するホールを備えている。商品展示会をはじめ各種イベントやシンポジウムなど、多目的に活用されている。
- 研究開発棟　研究開発と企業育成を支援している。オープン・ラボ（開放型試験研究施設）を設置しているほか、技術相談、受託研究など様々な角度から研究開発をサポートしている。

## アクセス
- 西鉄久留米駅・バスセンターより
  - バスで約10分（“百年公園前”で下車）、車で約10分
- 西鉄宮の陣駅（急行・普通停車）より　徒歩約10分
- 西鉄櫛原駅（普通のみ停車）より　徒歩約10分
- JR久留米駅より　行き先23番バスで約20分、車で約15分
- JR博多駅より　JR久留米駅まで特急で約30分